# Hoover Institution

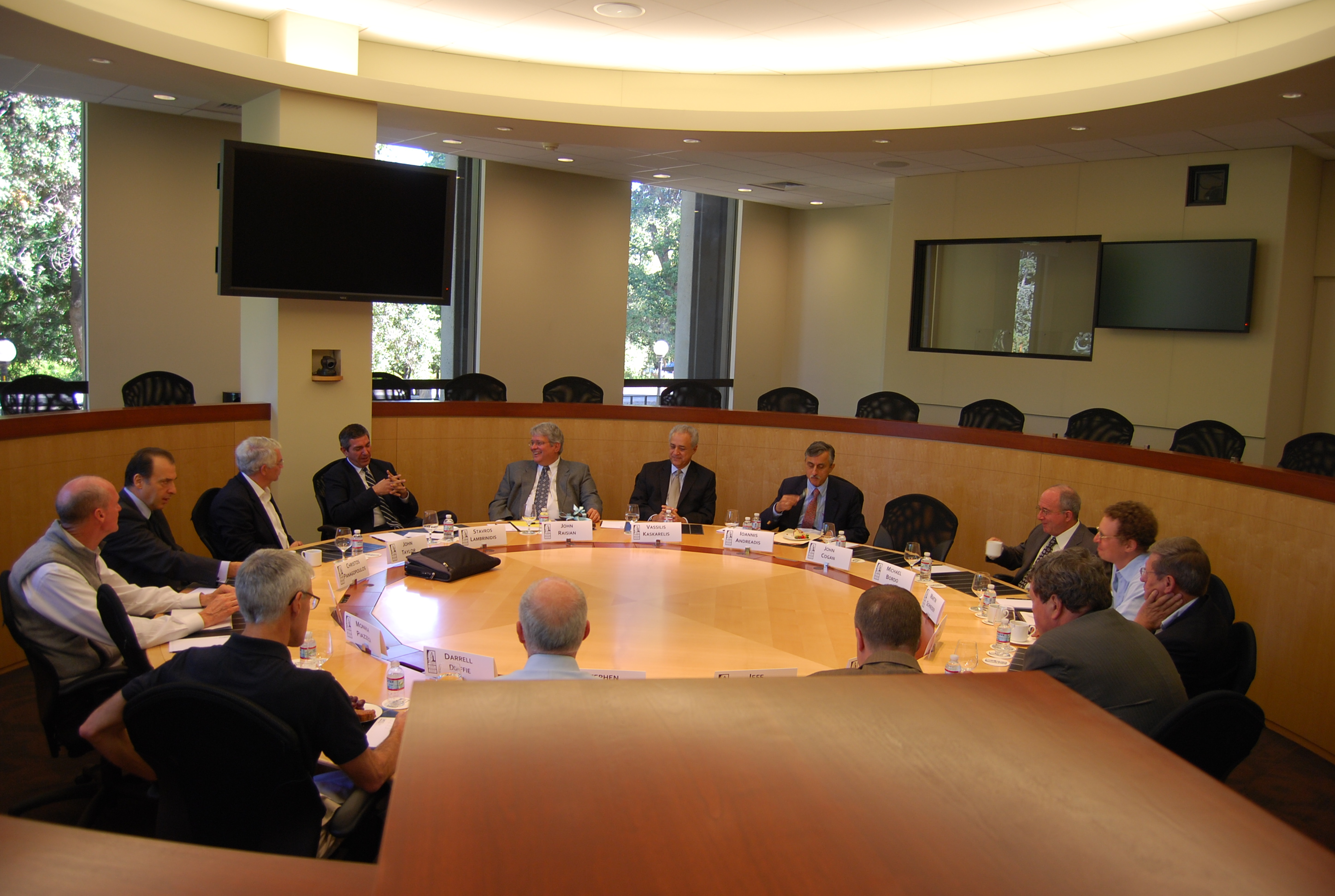
Reunión de stanford

La Hoover Institution (oficialmente Hoover Institution on War, Revolution and Peace) es un think tank conservador estadounidense de política pública e investigación que promueve la libertad individual y económica, la libre empresa y el gobierno limitado. Ubicada en Stanford, California, comenzó como una biblioteca fundada en 1919 por el exalumno de Stanford Herbert Hoover, antes de convertirse en Presidente de los Estados Unidos. 
La institución ha sido un lugar de becas para personas que anteriormente ocuparon puestos de alto perfil en el gobierno, como George Shultz, Condoleezza Rice, Michael Boskin, Edward Lazear, John B. Taylor, y Amy Zegart, todos becarios de la Institución Hoover. El exsecretario de Defensa, general James Mattis, se desempeñó como investigador en Hoover antes de ser nombrado por la administración Trump. 
Fue clasificada como el décimo think tank más influyente del mundo en 2020 por Academic Influence, y el 22º de los "Top Think Tanks en los Estados Unidos" por el Global Go To Think Tank Index Report en 2019 (Think Tanks and Civil Societies Programa, Universidad de Pensilvania).

## Historia
En 1919, Herbert Hoover donó 50.000 dólares a la Universidad Stanford para apoyar la colección de materiales primarios relacionados con la Primera Guerra Mundial, un proyecto que se conoció como Colección de Guerra Hoover. Con el apoyo principalmente de donaciones de donantes privados, la Colección de Guerra Hoover floreció en sus primeros años. En 1922, la Colección se hizo conocida como la Biblioteca de Guerra Hoover. La Biblioteca de Guerra Hoover se encontraba en la Biblioteca de Stanford, separada de las estanterías generales. En 1926, la Biblioteca de Guerra Hoover era conocida como la biblioteca más grande del mundo dedicada a la Gran Guerra. En 1929, contenía 1,4 millones de artículos y se estaba volviendo demasiado grande para albergar en la Biblioteca de Stanford. En 1938, la Biblioteca de Guerra anunció el plan para la construcción de la Torre Hoover, que iba a ser su nuevo hogar permanente independiente del sistema de la Biblioteca de Stanford. La torre de 285 pies de altura se completó en 1941, el quincuagésimo aniversario de la Universidad de Stanford. Desde entonces, la torre ha sido un elemento identificativo del campus. 
En 1946, la agenda de la Biblioteca de Guerra Hoover se había expandido para incluir actividades de investigación; así la organización pasó a llamarse Institución y Biblioteca Hoover sobre Guerra, Revolución y Paz. En ese momento, Herbert Hoover vivía en la ciudad de Nueva York, pero permaneció involucrado de manera integral en la Institución y Biblioteca Hoover como benefactor, recaudador de fondos y consultor.
En 1956, el expresidente Hoover, bajo los auspicios de la Institución y la Biblioteca, lanzó una importante campaña de recaudación de fondos que permitió que la Institución se convirtiera a forma actual como centro de estudios y archivo. En 1957, la Institución y Biblioteca Hoover pasó a llamarse Institución Hoover sobre Guerra, Revolución y Paz, el nombre que tiene hoy. En 1960 W. Glenn Campbell fue nombrado director de la institución, iniciando una considerable expansión en adquisición de recursos y capacidad de acción que, subsecuentemente y culminando en las presidencias de Richard Nixon y Ronald Reagan convertirían a la Hoover Institution en uno de los motores de cambio político en Estados Unidos.

## Directores
- Ephraim Douglass Adams, 1920–25
- Ralph H. Lutz, 1925–44
- Harold Henry Fisher, 1944–52
- C. Easton Rothwell, 1952–59
- W. Glenn Campbell], 1960–89
- John Raisian, 1989–2015
- Thomas W. Gilligan, 2015–2020
- Condoleezza Rice, 2020–Presente